# 賀茂なす
賀茂なす（かもなす）は、ナスの一品種。別名は大芹川。京野菜の一つであり、「京の伝統野菜」および「ブランド京野菜」に指定されている。

## 特徴
ナスの中では大型の丸なすで、正円形で直径12 - 15cmになる。大果では1kgを超えるが、200 - 350gぐらいのものが好まれる。果皮は柔らかく黒紫色を呈し、日当たりや土壌の水分によって色合いや光沢が変化しやすい。葉脈や幹に加え、がくにも鋭い棘があるのが特徴である。果皮が薄いため、収穫後にそのまま時間が経つと光沢を失い色あせていく。
旬は5月中旬から9月下旬である。千両なすなどと比べると、肉質は緻密で弾力がある。味噌田楽や煮物などに良いとされる。

## 歴史と栽培地域
現在の伏見区鳥羽芹川に賀茂なすの起源があるという仮説があるが、明確な証拠はない。なお、芹川で盛んに栽培されていた事から、大芹川という別名が生まれた。貞享元年（1684年）の文献に記録があり、かつては現在の左京区吉田田中地区にあたる地域でも栽培されていた。
1910年代以降に、北区上賀茂および西賀茂とその附近で栽培が始まった。2000年代にも上賀茂周辺では盛んに栽培され、京都市は同地域に特産そ菜保存圃を設置して農家に品種保存を委託している。また、京田辺市や亀岡市、滋賀県などでも栽培が行われている。2004年の統計によれば、販売数量に占める生産地ごとの割合は京都市が44%、亀岡市が20%、綾部市が9%となっている。
上賀茂では、2000年代でも農家または出荷団体ごとに固定品種の賀茂なすを自家採種して管理し、伝統的な門外不出の方法に基づいて栽培している。また、市場出荷や直接販売のほかに、伝統的な振売を続けており、得意先を生産者が直接訪問して販売している。これに対して、新興産地の一つである亀岡市では、農業改良普及センターが管理する固定品種を、各生産者が指定された方法に則って栽培している。また、栽培履歴を開示できるよう栽培記録が記録され、京都市中央卸売市場第一市場をはじめ東京や大阪の中央卸売市場などに出荷される。
京都府内で生産されたうちブランド京野菜として認証された賀茂なすの出荷数量および金額は、制度開始時の1989年に年間23.3トン、1,048万円であったものが2004年には年間83.9トン、4,697万円となっている。